# Cimetière du Centre
Pour les articles homonymes, voir cimetière du Centre (homonymie).
Le cimetière du Centre est un cimetière situé à Wasquehal, dans le quartier des Boers, au bord du Canal de Roubaix. Il est mis en service en 1878 pour remplacer le cimetière qui était situé sur l'actuelle place Maurice-Schumann. La place devenant insuffisante et ne pouvant être agrandie, un nouveau cimetière, le cimetière du Plomeux, est mis en service en 1951, avenue du Molinel, qui devient le cimetière principal de la ville. Charles-Joseph Lespagnol de Grimbry, dernier seigneur de Wasquehal, y est inhumé.

## Situation et accès
Le cimetière du Centre est situé au no 14 de la rue de Marcq-en-Barœul, au bord du canal de Roubaix. L'entrée principale se présente sous la forme de deux grilles métalliques.

## Origine du nom
Depuis l'ouverture du cimetière du Plomeux, le cimetière est appelé Cimetière du Centre ou Cimetière des Boers.

## Historique

### Quartier des Boers
Wasquehal fut divisé en Wasquehal-la Marque et Wasquehal-Paroisse depuis le XIIIe siècle et ne sera réunifié qu'en 1782 par Charles-Joseph Lespagnol de Grimbry, dernier seigneur de Wasquehal. A Wasquehal-la Marque se trouve le fief des Lauriers qui deviendra le quartier des Boers vers 1900.

### Construction et agrandissements
Le premier cimetière connu de Wasquehal jouxte une église datant de 832, qui est le premier édifice religieux de la ville (église située à l'emplacement de l'actuelle bouche de métro Wasquehal - Hôtel de Ville).
L'église édifiée en 832 est détruite pour laisser place en 1232, au même emplacement, à une nouvelle église plus grande. Cette dernière église est brûlée par les troupes de Louis XI, poursuivant celles de Maximilien d’Autriche et de ce fait une nouvelle église encore plus grande est construite au même emplacement en 1511 et on décale le cimetière (qui se situe alors entre l'actuelle bouche de métro jusqu'à l'actuelle première partie de l'église Saint-Nicolas) et l'on y place les ossements de l'ancienne partie du cimetière qui entourait la deuxième église. En 1806, des plantations et une clôture sont installées au cimetière et en 1845, construction d'un mur d'enceinte autour de ce cimetière.
Le conseil municipal décide le 15 mai 1876 de la construction d’une nouvelle église dans la commune de Wasquehal. La municipalité entreprend alors la démolition de l'église construite en 1511 et ferme le cimetière attenant, le 30 juin 1878.
Le nouveau cimetière est construit sur un terrain du bureau de bienfaisance offert par Jean-Baptiste Delerue, cultivateur, membre du bureau de bienfaisance et mécène de Wasquehal, dans le quartier des Lauriers (actuel quartier des Boers), entre l'ancien chemin de Laoutre (actuelle habitation située au 4 rue de Marcq-en-Barœul), le Chemin vicinal de Marcq à Wasquehal (actuelle rue de Marcq-en-Barœul), la ligne de chemin de fer et la Marque. En face du cimetière du Centre se trouve une rue appelée rue de l'Égalité, ce qui est la coutume de l'époque.
La pose de la grille du cimetière se fait en 1880 puis en juillet 1880, l’entreprise de Joachim Léonard, entrepreneur de travaux funéraires à Lille, transfère les corps inhumés de l’ancien cimetière dont celui d'Antoine-Henri-Joseph Ducastillon, ancien curé de la paroisse, décédé le 11 décembre 1842. Une morgue est construite en 1882 et construction d'une salle d'attente et d'un abri en 1894. C'est le 16 septembre 1923 qu'est inauguré le carré militaire au cimetière du Centre. Les tombes du carré militaire sont translatées au cimetière du Plomeux en 1969.
En 1921, pour pallier le manque de place dans le cimetière du Centre, la municipalité projette l'acquisition de terrain pour un nouveau cimetière au quartier du Capreau. La municipalité acquiert des terrains en 1933 pour en vue de l'agrandissement
du cimetière. La mise en service en 1951 du nouveau cimetière du Plomeux au quartier du Plomeux stop définitivement les projets d'agrandissement du cimetière du Centre.

### Trouble social
Dans la soirée du 24 mars 1894, des personnes s'introduisent au cimetière du Centre sous les cris de « Mort aux bourgeois ! Vive l'anarchie ! » et vandalisent des monuments funéraires dont celui des familles Lespagnol de Grimby et le Prévost de Basserode, des familles Droulers et Lepers,,,,, et la chapelle dite du Calvaire, présente à Wasquehal depuis des temps immémoriaux, qui représentait le Christ en croix, Saint-Roch et le Christ au tombeau. Le monument funéraire des familles Lespagnol de Grimby et le Prévost de Basserode était fait en terre cuite et mesurait dix mètres carrés et a figuré à l'Exposition universelle de 1878. C'était l’œuvre de Desmidt de Looberghe et représentait une Descente de croix en grandeur nature. Un nouveau monument est posé sur la sépulture. Une cérémonie expiatoire de la profanation et du sacrilège du cimetière du Centre est organisée en présence de quatre mille personnes en l'église Saint-Nicolas, suivie d'une procession au cimetière,.

## Religion
Le décret du 23 prairial de l'an XII (1804) de Napoléon Ier fixe les questions relatives à l'organisation des cimetières et des funérailles. Les communes ont l'obligation de créer un cimetière spécialement affecté à chaque culte ou d'affecter à chaque culte une partie du cimetière. Malgré ce décret, en 1856, William Davis, un père de famille anglais et sa femme Marthe Sykes, se voient refuser de faire inhumer dans le cimetière municipal (actuellement place du Général-de-Gaulle et église Saint-Nicolas), leur fils Joseph, décédé à Wasquehal, rue de Marcq-en-Barœul, car leur fils est de religion protestante. Le maire Louis Théodore Joseph Brulois lui adjoint comme emplacement, le carré affecté aux noyés, pendus, ou suicidés. Davis inhumera finalement son fils au cimetière de Roubaix où se trouve un carré pour les défunts du culte protestant. La loi du 14 novembre 1881 abroge cet article 15 du décret du 23 prairial de l'an XII, ce qui conduit à l'interdiction des carrés confessionnels. Au cimetière du Centre, il n'existe pas de carré confessionnel dédié aux autres religions.

## Faune et flore
Au cimetière du Centre est on y trouve essentiellement des arbres de Judée, bouleaux, noisetiers, châtaigniers, saules fragiles, érables, forsythias, lauriers-cerise, noisetiers, bambous, aucubas, érable du Japons, weigelias, ifs communs et des chênes.
La faune du cimetière du Centre n'est composée que d'une espèce d'oiseau, la mésange. On observe également des chats, des canards, des hérissons et des papillons.

## Fonctionnement du cimetière auXXIesiècle
Le règlement du cimetière du Centre est édité en 1893.
Le cimetière dépend du service état civil de la Ville de Wasquehal. La conservation du cimetière assure la gestion des procédures administratives d'inhumation et d'exhumation, la gestion des concessions funéraires, l'accueil du public (familles et visiteurs), la surveillance du site et des opérations funéraires, l'entretien général du cimetière, ainsi que de sa valorisation.
Il n'est plus possible d'acquérir une concession funéraire, mais on peut être inhumé dans une concession de famille existante.

## Préservation du patrimoine
Un état parcellaire a été effectué en 2023 avec mise à jour des noms des défunts et recherche des héritiers et toutes les tombes du cimetière du Centre sont misent en ligne sur le site Geneanet dans le cadre du projet Sauvons nos tombes.

## Personnalités de la ville inhumées au cimetière du Centre
Le cimetière du Centre, en dehors du lieu de sépulture des industriels, hommes politiques et artistes qui ont contribué à la renommée de la ville, tient un rôle de mémoire.

## Galerie

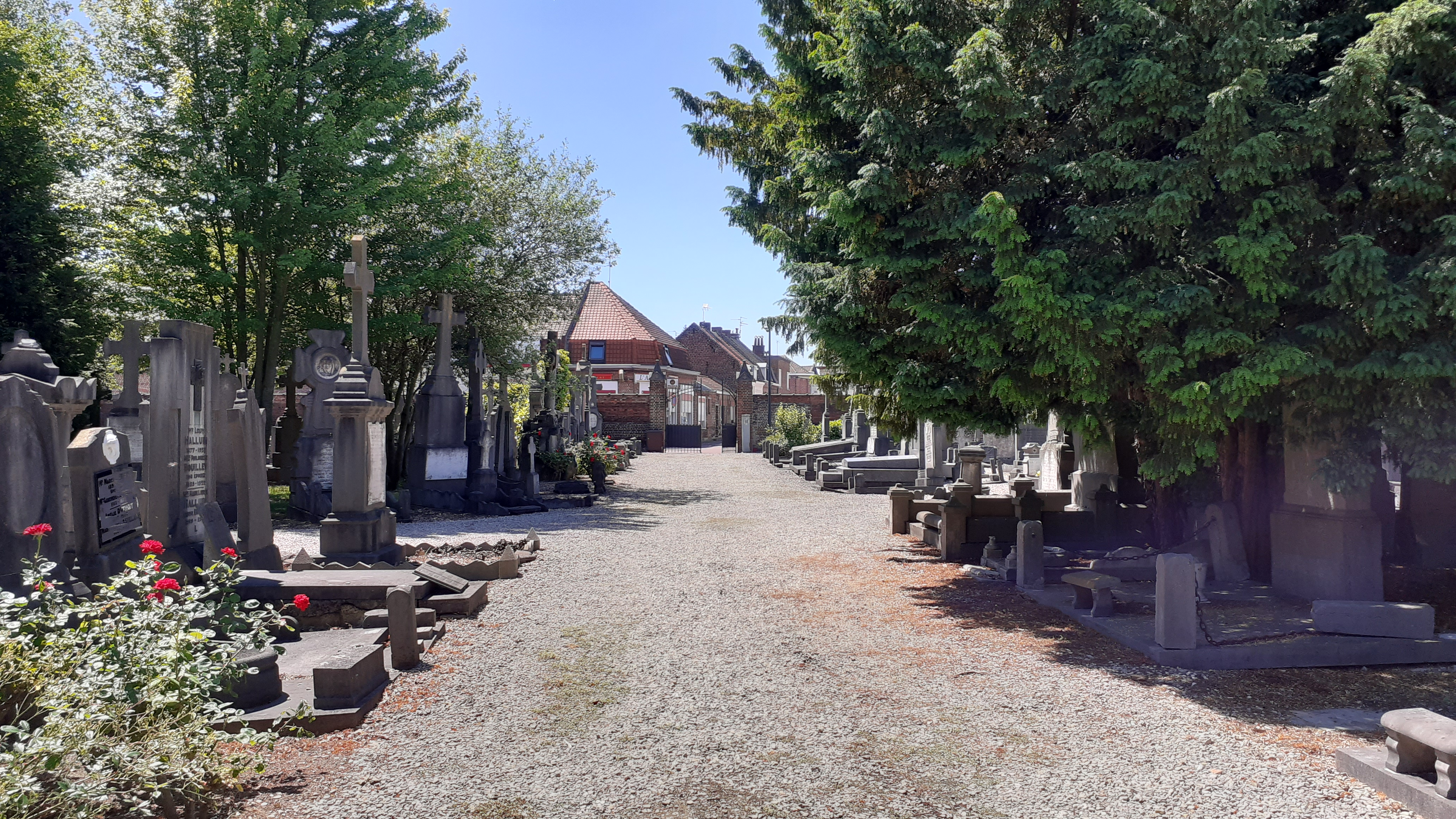
Allée principale du cimetière vers la rue de Marcq-En-Barœul.
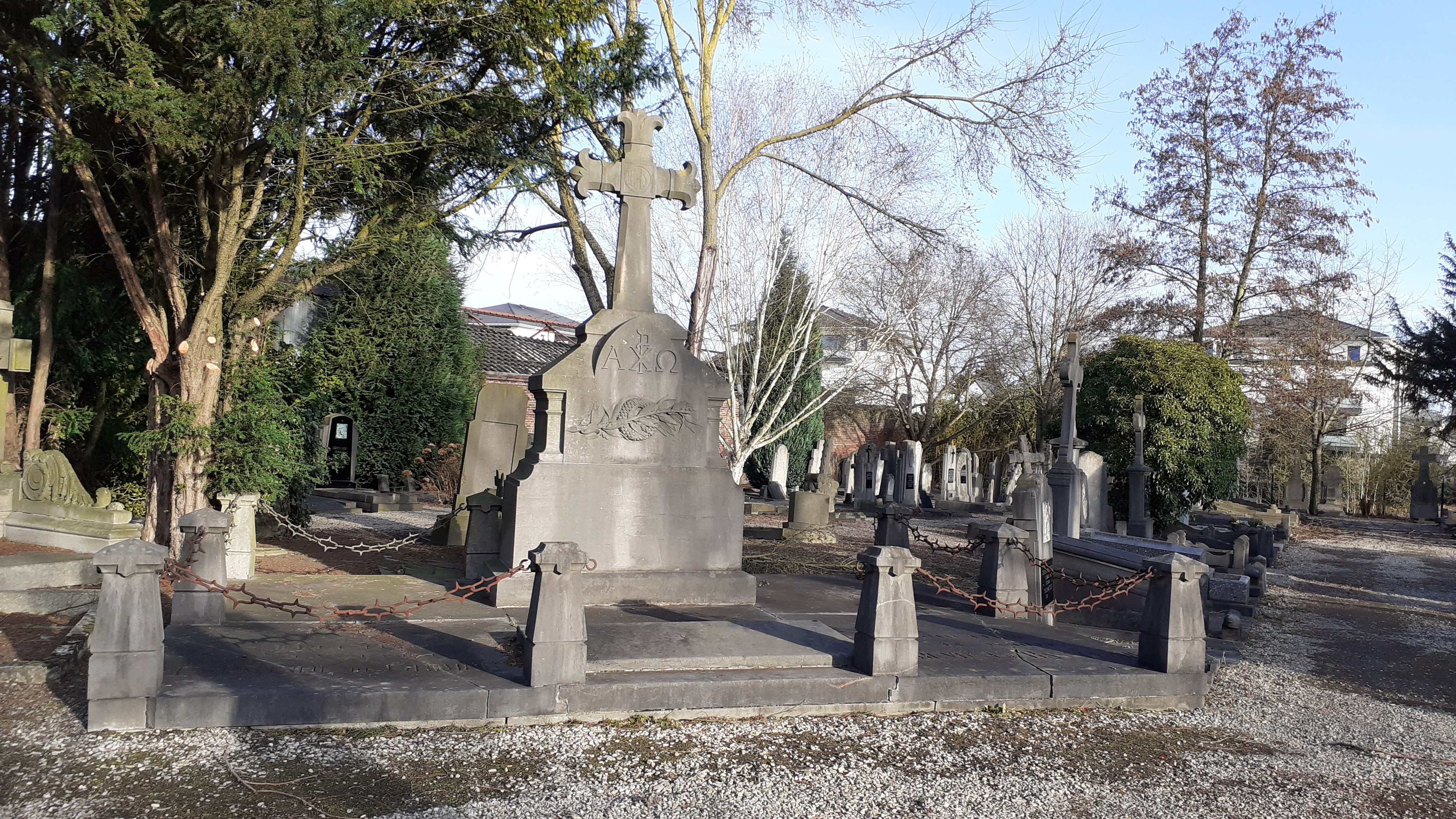
Monument des familles Lespagnol de Grimbry et Le Prévost de Basserode.
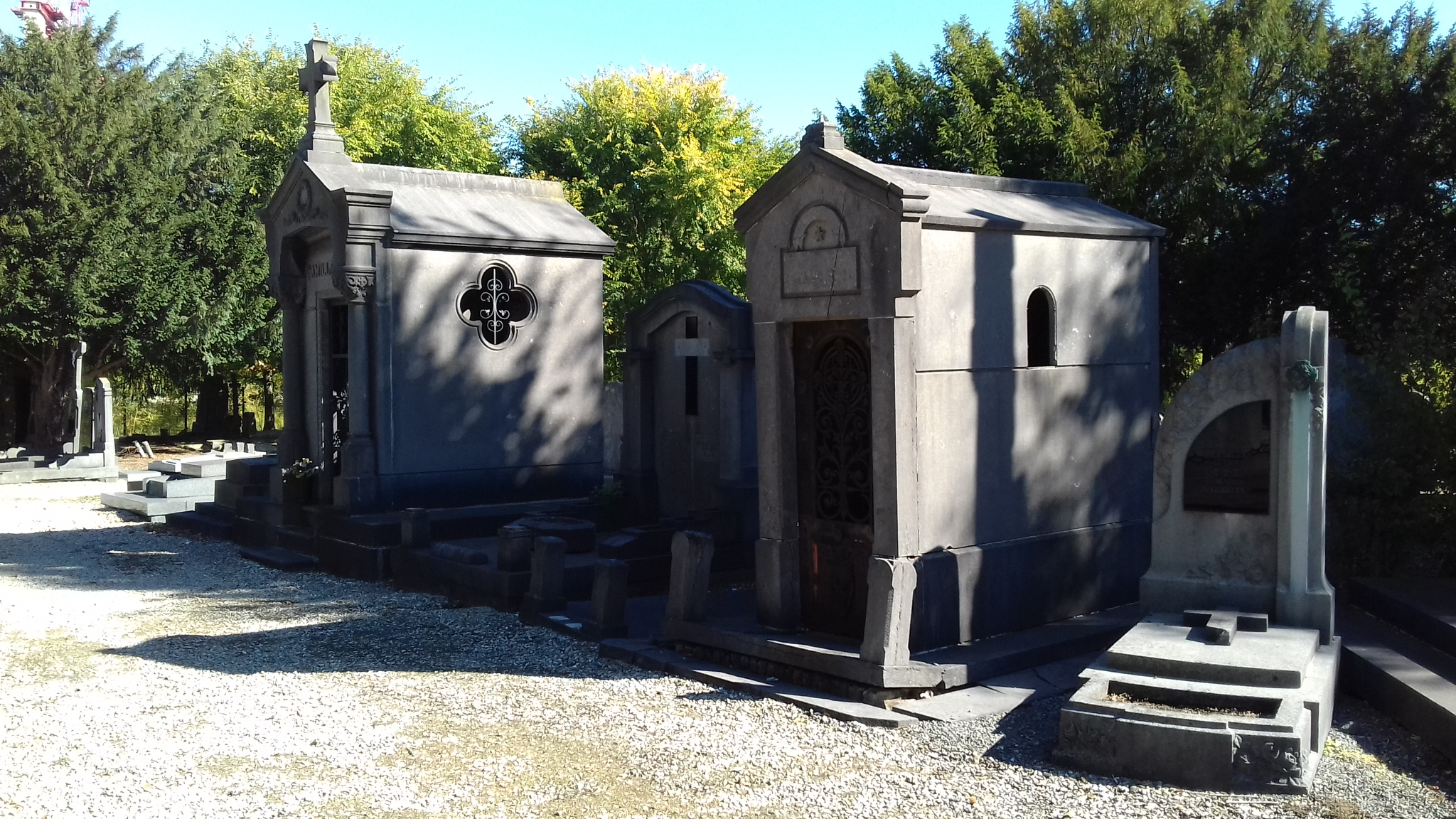
Chapelles des familles Voigt et Delemasure.
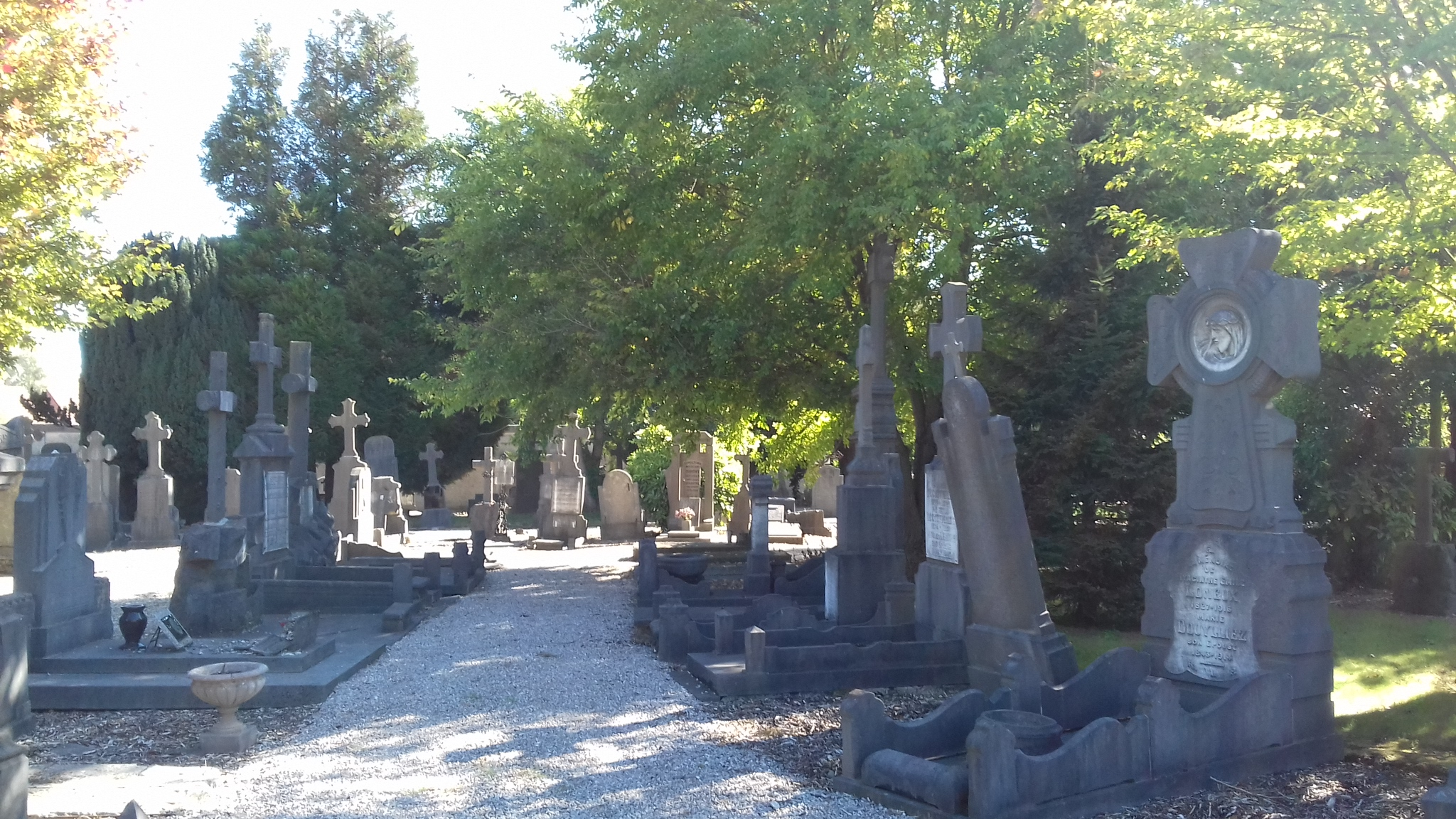
Allée latérale du cimetière.

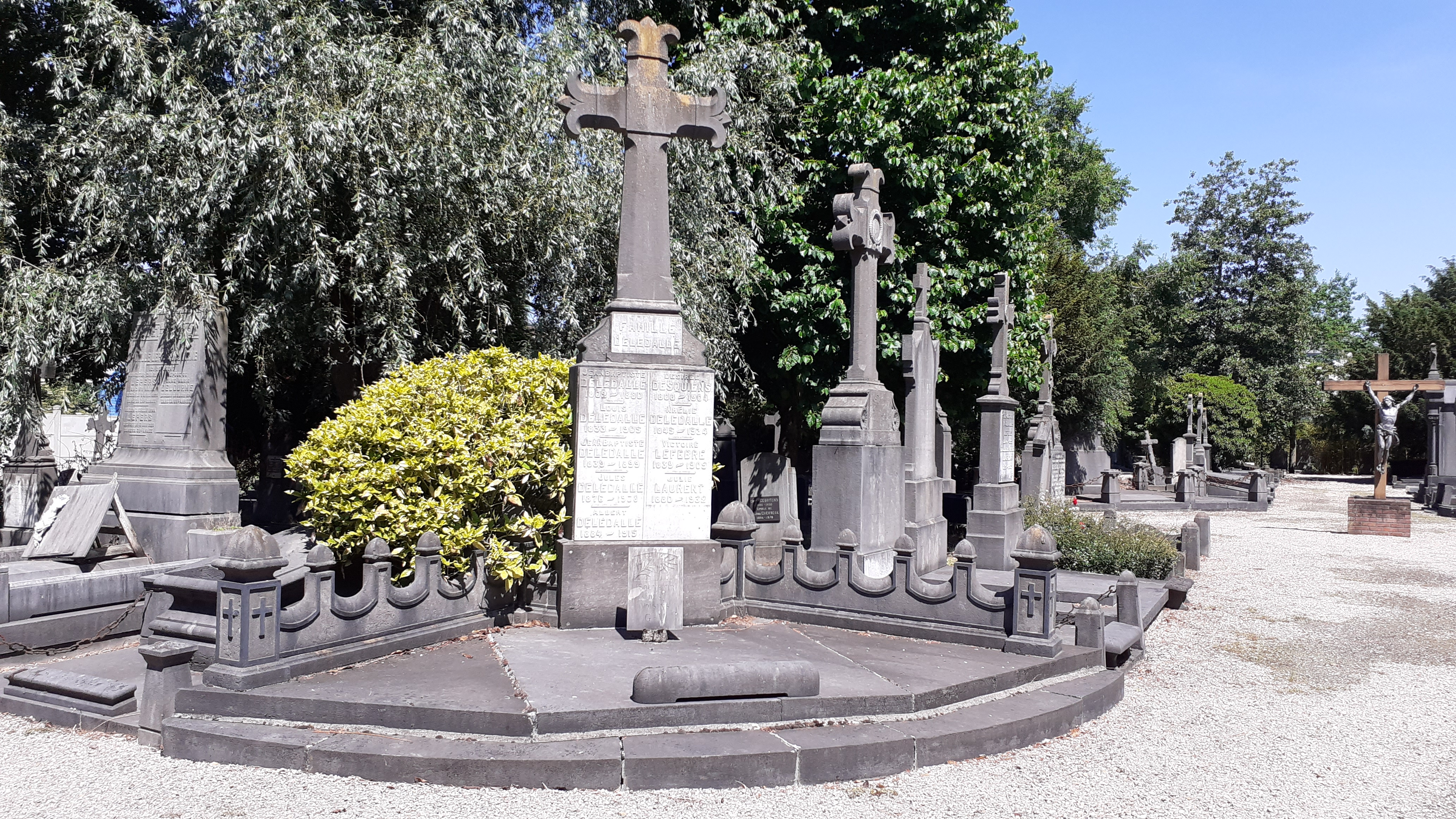
Monument des familles Deledalle et Desquiens, mécènes de Wasquehal.
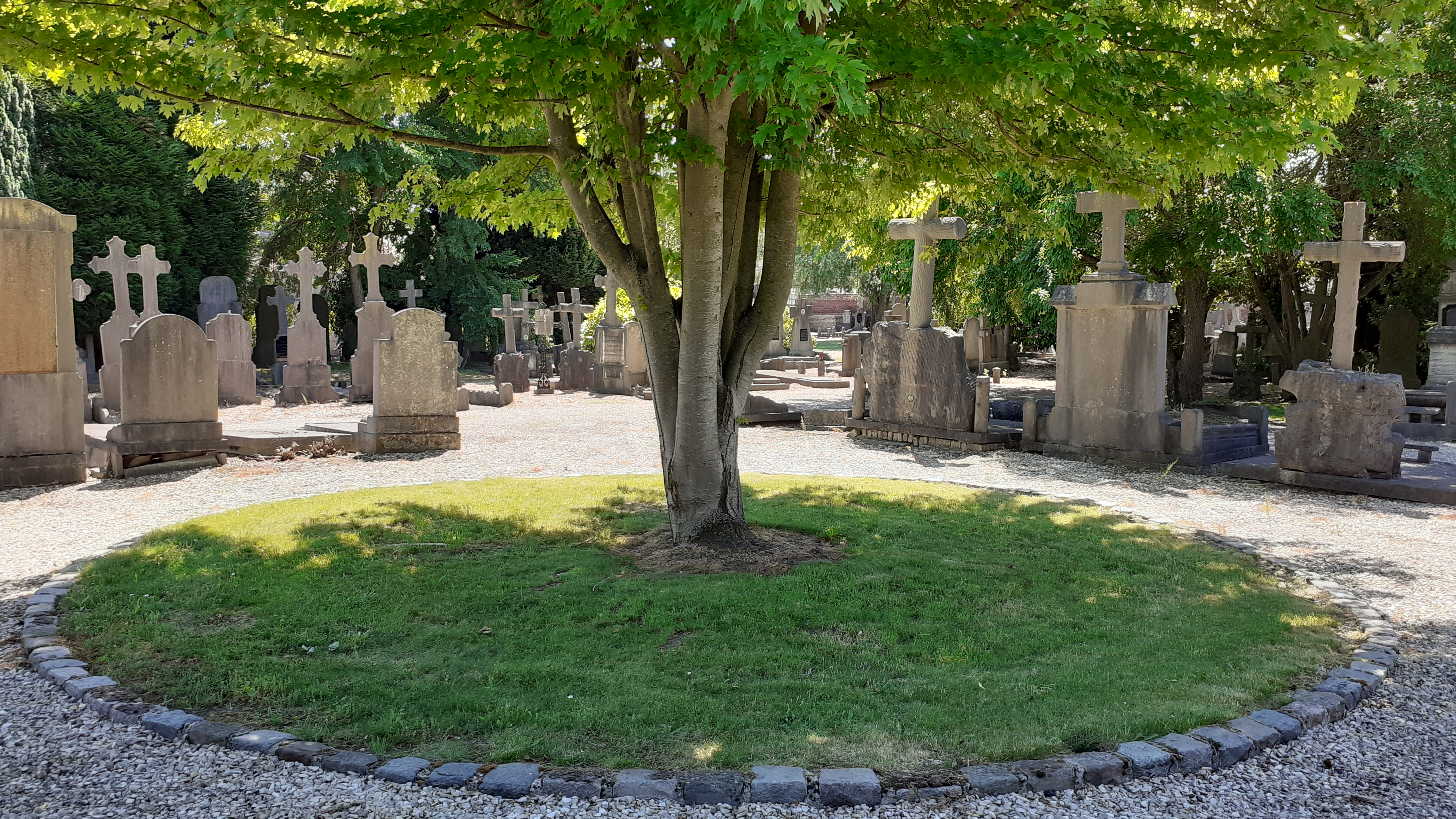
Intérieur du cimetière.
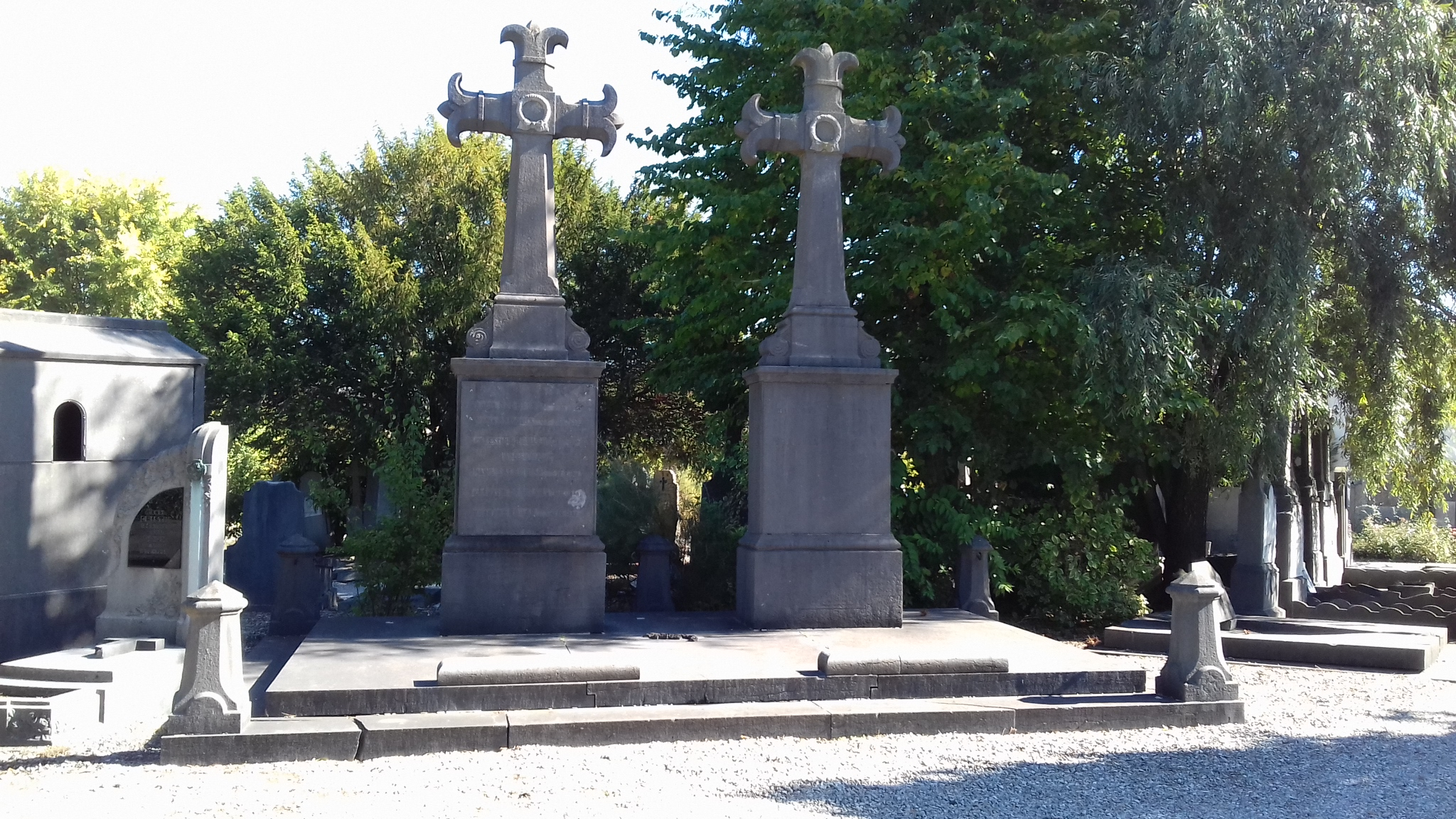
Monument des anciens maires de Wasquehal.
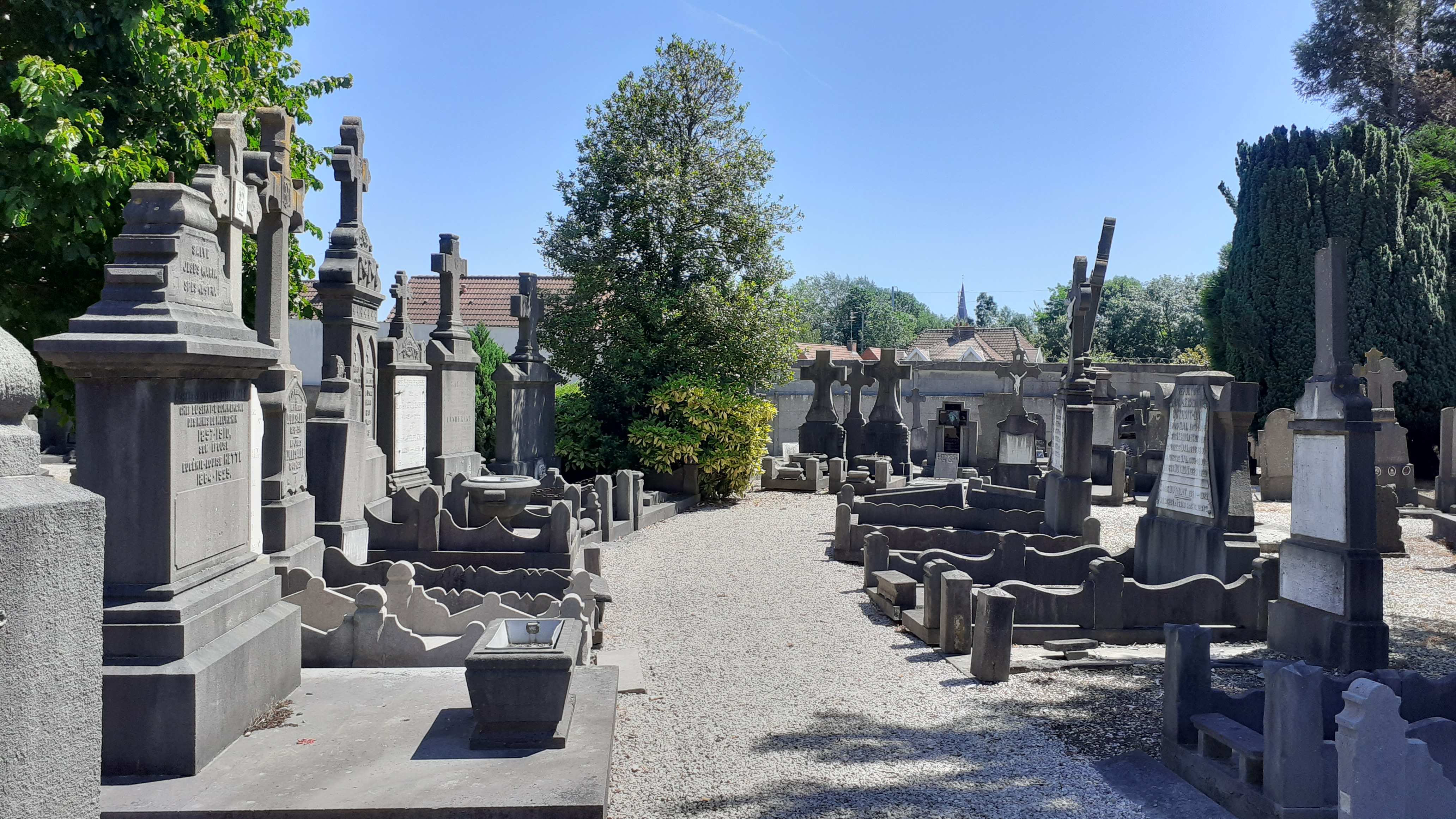
Intérieur du cimetière.

## Photos anciennes

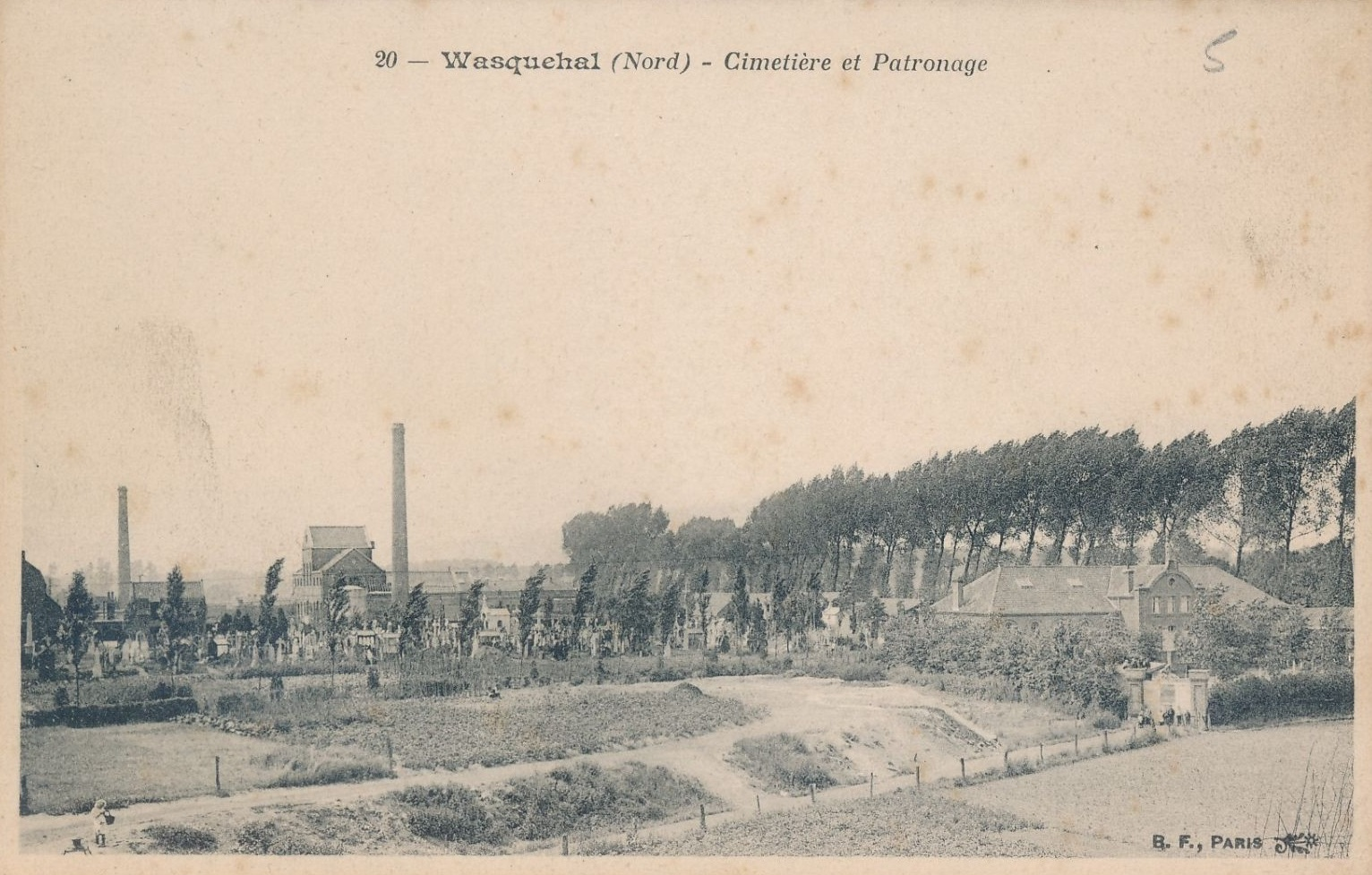
Cimetière du Centre et le patronage Saint-Joseph en 1905.
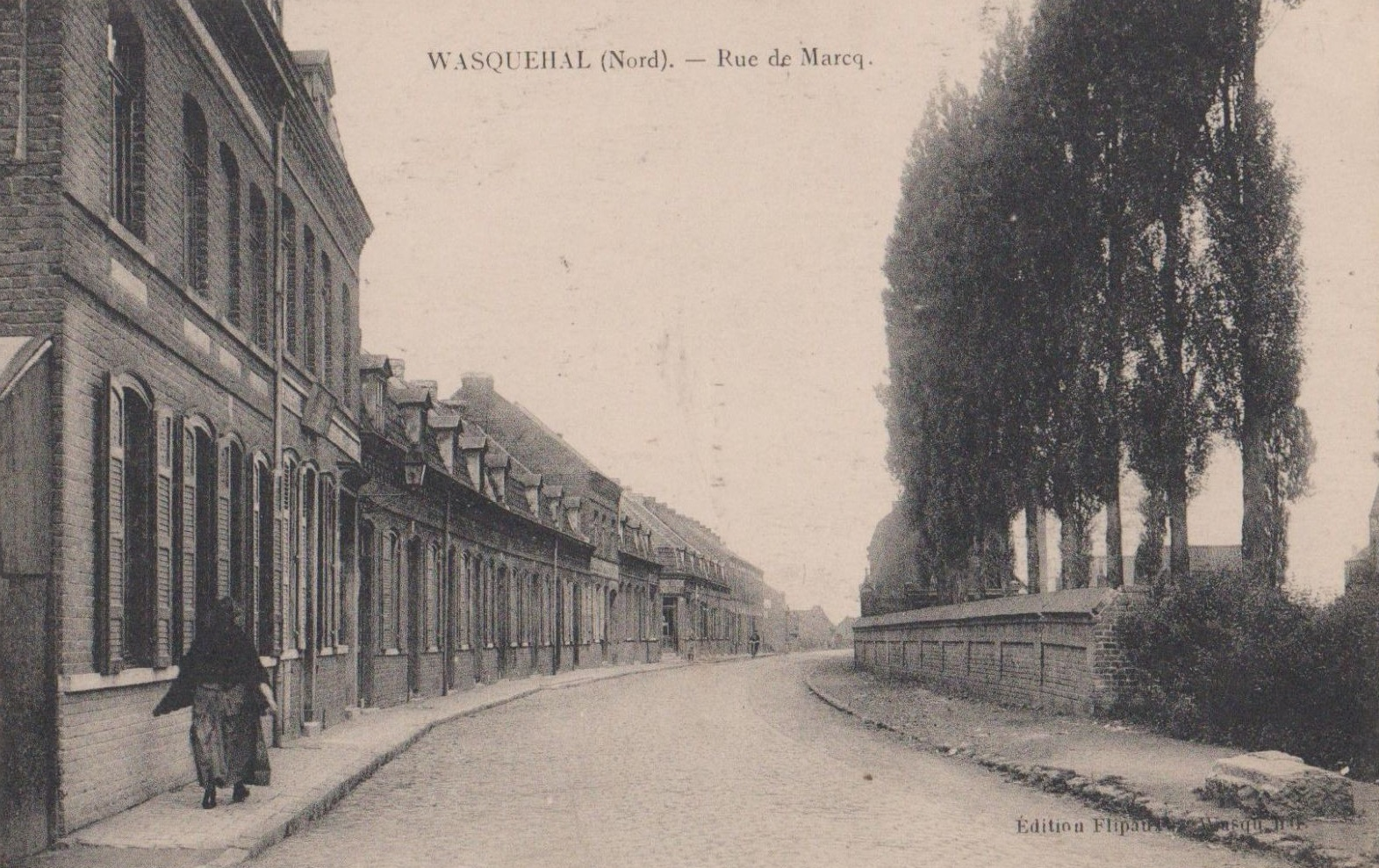
Rue de Marcq-en-Barœul et le muret du cimetière du Centre en 1908.
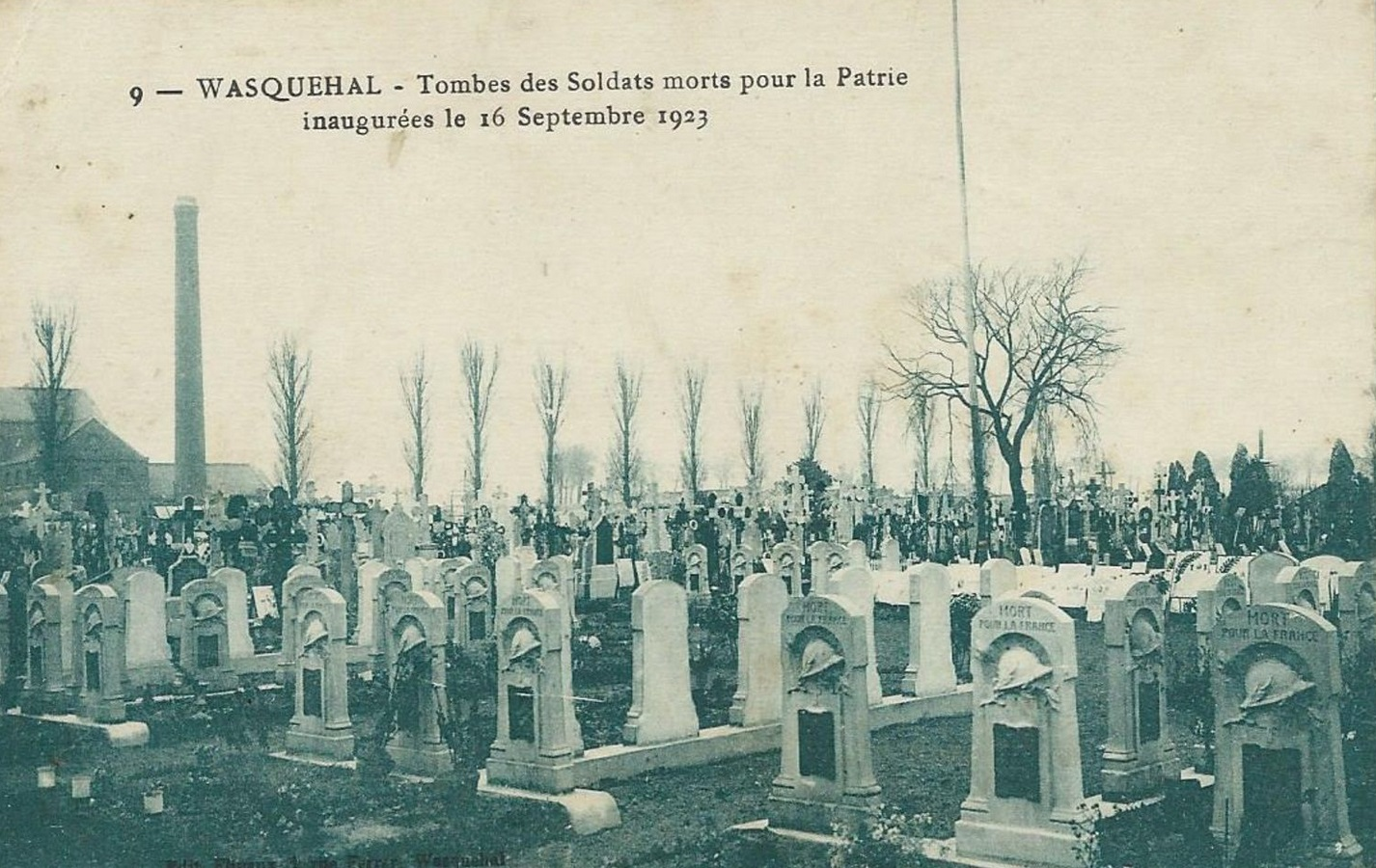
Ancien carré militaire au cimetière du Centre en 1924.
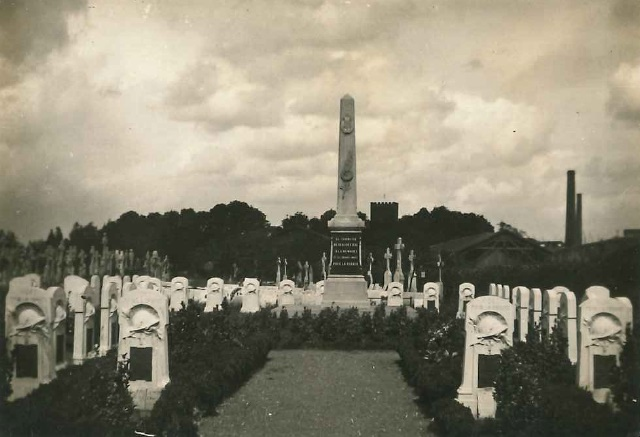
Ancien carré militaire du cimetière du Centre en 1932.

## Dans la culture populaire

### À la télévision
- 2013 : Commissaire Magellan de Laurent Mondy dont des scènes sont situées au cimetière du Centre.